# الثور (كوكبة)
كوكبة الثور (باللاتينية: Taurus)، هي من كوكبات دائرة البروج وبالإمكان مشاهدتها أثناء فصل الشتاء وفي أوائل فصل الربيع في النصف الشمالي للكرة الأرضية.
أما في النصف الجنوبي للكرة الأرضية. فيشاهد في الفترة الممتدة من شهر تشرين الأول إلى شهر شباط.

## في الميثولوجيا القديمة
تخيل هذه الكوكبة على شكل ثور يعود إلى تاريخ قديم جدًا، فهو يعود على الأقل إلى العصر النحاسي وربما حتى إلى العصر الحجري القديم العلوي. ويعتقد البعض أنه قد تم تصوير كوكبة الثور في رسومات في حُجرة الثيران في كهوف لاسكاوكس في فرنسا (يعود تاريخ الرسومات إلى 15,000 ق.م تقريبا)، وذلك لأن الرسم يتضمن ما يُعتقد أنه عنقود الثريا النجمي. لكن هذه الفكرة لا تلاقي قبولا كبيرا بين العلماء وباحثي التاريخ.
وقد كان البابليون ممن تخيلوا الكوكبة على شكل ثور حيث أنهم كانوا يطلقون عليها «الثور السماوي» في دليل النجوم البابلية وكذلك في نص مول أبين. وكذلك المصريون، لكن الحضارات اختلفت في تخيل الجهة التي ينظر إليها الثور، حيث أن بعض الحضارات تخيلت أن النجوم الخمسة التي تشكل حرف "V" هي القرن وأخرى تخيلت أنهما النجمان في الأعلى.
وفي الميثولوجيا الإغريقية، قام الإله زيوس بصنع ثور أبيض عظيم لكي يخطف أوروبا، وهي أميرة فينيقية أسطورية. وحسب تخيل الإغريق القدماء فقد كانت الكوكبة تمثل الجزء الأمامي فقط من الثور: ويُعلل هذا في الميثولوجيا الإغريقية أحيانا بأن جسم الثور بدأ يُغمر بالماء عندما حمل أوروبا إلى البحر.

## أجرام كوكبة الثور

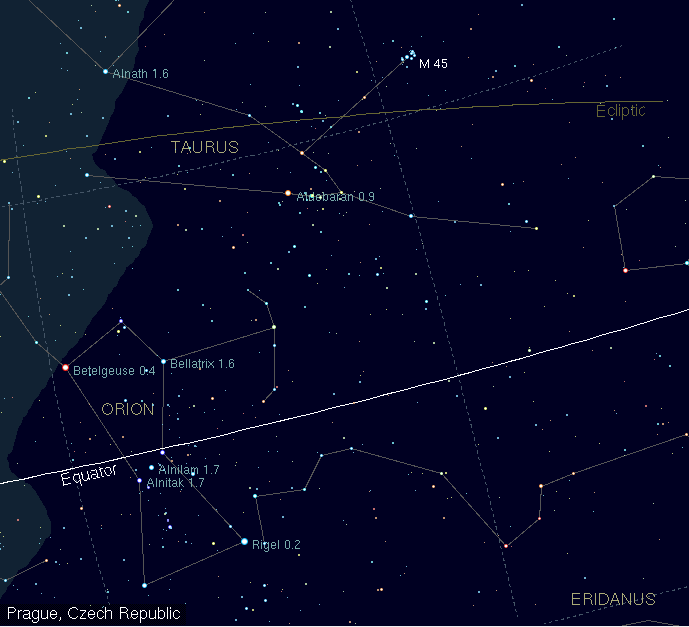
الدبران في السماء

### النجوم
ألمع نجوم كوكبة الثور هو الدبران أو «ألفا الثور» وهو عملاق برتقالي، يبعد عنا 65 سنة ضوئية ويبلغ قدره الظاهري 0.87 وهو بذلك النجم الـ12 من حيث اللمعان الظاهري في السماء (مع استثناء الشمس). والدبران اسم عربي قديم يعني «التابع» ومن المحتمل أنه سمي بهذا لأنه يبدو كأنه يتبع عنقود الثريا[ ؟ ] أثناء دوران الأرض حول نفسها. يليه في اللمعان نجم النطح أو «بيتا الثور» وهو نجم عملاق يبلغ قدره الظاهري 1.7 ويبعد عنا 131 سنة ضوئية. وقد سمي بـ«النطح» لأنه يمثل أحد قرني الثور.
يليهما زيتا الثور وهو نجم ثنائي يبلغ قدره الظاهري 3.0 ويبعد عنا 417 سنة ضوئية. وتحتوي كوكبة الثور في المجمل على 7 نجوم ضمن الصورة المتخيلة للكوكبة، معظمها خافتة حيث أن 5 منها من القدر الثالث فما فوق.

### السدم
من أشهر السدم في كوكبة الثور سديم السرطان أو «مسييه 1»، وهو بقايا مستعر أعظم يبلغ قدره الظاهري +8.4 ويبعد عنا 6,500 سنة ضوئية. وقد انفجر في عام 1054م وبلغ قدره الظاهري حينها -6 وقد كان بالإمكان رؤيته لمدة أسبوعين في النهار ولسنتين في الليل. في مركز هذا السديم يوجد نجم قدره الظاهري 16 (وهو يمثل المركز المنهار للمستعر الأعظم الذي كوّن السديم) وهو عبارة عن نجم نباض.
ومن السدم الأخرى في كوكبة الثور سديم إن جي سي 1555 وهو سديم متغير والمعلومات المتوفرة عنه قليلة جداً.

### العناقيد النجمية
يقع في كوكبة الثور واحد من أشهر العناقيد النجمية على الإطلاق لأنه ألمعها وهو عنقود الثريا أو «الشقيقات السبع» أو «مسييه 45». وهو تجمع نجمي مفتوح يبلغ قدره الظاهري 1.6 ويبعد عنا 440 سنة ضوئية. ومعظم النجوم في العنقود هي نجوم زرقاء ساخنة نسبيا ولدت خلال الـ100 مليون سنة الأخيرة. وبما أنه عنقود مفتوح فعمره قصير نسبيا، ويُقدر الفلكيون أنه سيتفكك بعد 250 مليون سنة نتيجة لتأثيرات الجاذبية من المجرات المجاورة.

### الحاضنات النجمية
تحتوي كوكبة الثور على جزء من حاضنة كبيرة للنجوم تمتد عبر كوكبتي الثور وممسك الأعنة ويبلغ قطرها 30 فرسخ فلكي (أي 98 سنة ضوئية تقريبا). وتبلغ كتلتها 3.5 × 104 كتلة شمسية. تبعد عنا هذه الحاضنة 150 فرسخ فلكي (أي 489 سنة ضوئية) وهي بذلك واحدة من أقرب الحاضنات النجمية النشطة إلى الأرض.